# ゆうぞう (ものまねタレント)
ゆうぞう（1979年10月25日 - ）は、日本のものまねタレント。本名：川畑 健介（かわばた けんすけ）。
東京都出身。トップ・カラー所属。

## 経歴・特徴
2004年10月に日本テレビ『ものまねバトル』に出演し、以降最終回までほぼ出演している。最初に出演した時点では茨城県土浦市の居酒屋に勤務していた。また、この回には同じ居酒屋に勤務する他の2人も登場したことから、原口あきまさとコージー冨田に「土浦ーズ」と命名された。
代表的な物真似は加山雄三で、芸名の由来にもなっている。グッチ裕三やコージー冨田のレパートリーも多数コピーしている。
2023年4月より加山雄三リスペクトバンドが稼働。

## 主な出演

### テレビ番組
- ものまねバトル（日本テレビ）
- 大笑点（日本テレビ）
- にっぽん愉快家族（NHK総合）
- お昼ですよ!ふれあいホール（NHK総合）
- 発表!日本ものまね列伝（フジテレビ）
- 爆笑問題のバク天!（TBS）
- 爆笑問題の大バク天!（TBS）
- THE MONOMANE（TBS）
- カワズ君の検索生活（フジテレビ）
- インパクト!（フジテレビ）
- くるくるドカン（フジテレビ）
- ウラネタ芸能ワイド 週刊えみぃSHOW（読売テレビ）
- 大勝にほえろ!（スカイパーフェクTV!）
- とんねるずのみなさんのおかげでした（フジテレビ） - 『博士と助手〜細かすぎて伝わらないモノマネ選手権〜』
- 爆笑そっくりものまね紅白歌合戦スペシャル（フジテレビ）
- めちゃ×2イケてるッ!（2010年11月13日、フジテレビ）
- 有吉AKB共和国（2011年2月9日、TBS）
- おねだりマスカットSP!（2012年4月4日 - 不定期出演、テレビ東京） - 「恵比寿マスカッツ総合プロデューサー」を称する「秋π先生」として出演。
- 関ジャニの仕分け∞（2012年5月26日、テレビ朝日） - 『第一回戦 プロの歌手vs歌うま芸人カラオケ仕分け』にて加山雄三の「君といつまでも」を歌い96.137点を獲得し、対戦相手の錦野旦に勝利した。
- 爆報! THE フライデー（2013年7月12日、TBS）
- 坂上忍の成長マン!!祝!坂上忍の成長マン日曜ゴールデン拡大版 愛犬しつけ&ものまね急成長2時間半SP!!（2014年11月23日、テレビ朝日）

### ラジオ番組
- 初田啓介の激アツ!エキサイトベースボール!（TBSラジオ）
- お笑い!ネタとこ勝負ハイパー（地方AM局）
- WONDERFUL WORLD（TOKYO FM）

### 映画
- 世にも奇妙な刑事（2005年公開、監督：坂元鬼啓二）
- 松島トモ子 サメ遊戯（2024年公開、監督：河崎実）[3]

### イベント
- アネリス学園　大喜利部！(2023年12月5日  池袋RED-zone ANERIS)

### 舞台
- 劇団 夢連人 第2回公演「夢見てプラネス！」(2024年2月2日-4日 池袋RED-zone ANERIS)

## ものまねレパートリー
- 秋元康
- 阿藤快
- アース・ウィンド・アンド・ファイアー
- ATSUSHI
- 荒木宏文
- 石破茂
- 石塚英彦
- 石橋貴明
- 伊東四朗
- 稲葉浩志
- 井上陽水
- 市原悦子
- 五木ひろし
- 植木等
- 上田正樹
- 永六輔
- エリック・クラプトン
- 枝野幸男
- 蛭子能収
- 大川栄策
- 大友康平
- 奥田民生
- 大橋巨泉
- 大平透
- ORANGERANGE
- 加山雄三
- 冠二郎
- 上條恒彦
- 桂歌丸
- 上地雄輔
- グッチ裕三
- 桑田佳祐
- 栗田貫一
- コージー冨田
- 小林旭
- コブクロ
- 近藤真彦
- 郷ひろみ
- 財津一郎
- さだまさし
- サンプラザ中野くん
- 坂崎幸之助
- 桜井和寿
- ザ・キング・トーンズ
- 島田紳助
- 笑福亭鶴瓶
- 笑福亭仁鶴
- 宍戸錠
- 塩屋浩三
- 菅原洋一
- 鈴木雅之
- 関根勤
- 滝口順平
- 武田鉄矢
- 谷啓
- タモリ
- 田村正和
- 高見盛精彦
- 田原俊彦
- 玉置浩二
- 高見沢俊彦
- 田中角栄
- 谷亮子
- CHAGE
- チャビー・チェッカー
- つのだ☆ひろ
- 津川雅彦
- テンプテーションズ
- 常田富士男
- 所ジョージ
- トーケンズ
- ドナルド・トランプ
- 中尾彬
- 中村耕一
- 中村剛也
- 中尾隆聖
- 西田敏行
- 西村まさ彦
- 西川のりお
- 野口五郎
- 板東英二
- 林家正蔵
- 浜田雅功
- 橋幸夫
- 濱田岳
- パンダ
- ビートたけし
- 布施明
- 吹越満
- ブッチー武者
- プラターズ
- 堀内孝雄
- 布袋寅泰
- 細川たかし
- 前川清
- 松崎しげる
- 松村邦洋
- 松山千春
- 松山照夫
- 三國連太郎
- 南こうせつ
- 村下孝蔵
- 森進一
- モンキーズ
- 柳生博
- 安岡力也
- 山下達郎
- 八奈見乗児
- 山田康雄
- 山寺宏一
- 山口智充
- 吉幾三
- ライチャス・ブラザーズ
- 笠浩二
- ルー大柴
- ロイ・オービソン
- 渡辺徹

他多数